# تپه بانی ۱
تپه بانی ۱ مربوط به سدهٔ ۸–۶ ه.ق است و در شهرستان ارومیه، بخش سیلوانا، دهستان ترگور، روستای بانی واقع شده و این اثر در تاریخ ۲۷ بهمن ۱۳۸۷ با شمارهٔ ثبت ۲۴۶۴۶ به‌عنوان یکی از آثار ملی ایران به ثبت رسیده است.